# Deddy Dhukun
Deddy Dhukun (ur. 22 czerwca 1958 w Banyumas) – indonezyjski wokalista jazzowy i twórca piosenek.
Popularność zyskał w latach 80. XX wieku, kiedy to wraz z Dianem Pramaną Poetrą tworzył duet 2D. Wspólnie wydali cztery albumy: Keraguan, Masih Ada, Sebelum Aku Pergi, Peluklah Diriku. Z tym samym muzykiem stworzył utwór „Melayang”, który został spopularyzowany przez piosenkarkę January Christy. Był także związany z formacją K3S (Kelompok 3 Suara).
Wśród jego twórczości można wymienić także utwory „Gagak Hitam” i „Aku Ini Punya Siapa”.
Lokalne wydanie magazynu „Rolling Stone” umieściło jego utwór „Melayang” na pozycji 34. w zestawieniu 150 indonezyjskich utworów wszech czasów.

## Dyskografia (wybór)
Albumy
- 1985: 17 ½ Tahun Keatas
- 1987: Hu Wi Yu
- 1987: Keraguan
- 1987: 12 Bintang Idola